# Tutto il mare che vorrei
Tutto il mare che vorrei è l'album di debutto di Daniele Battaglia pubblicato nel 2008.

## Tracce
1. Voce nel vento (Daniele Battaglia/Goffredo Orlandi/Simona Ruffino)
2. Fresco (Dodi e Daniele Battaglia/Cinzia Astolfi/Di Pietro/Gotti)
3. Tutte ma nessuna (Dodi e Daniele Battaglia/Cinzia Astolfi/Di Pietro/Simona Ruffino)
4. Tutto il mare che vorrei (Goffredo Orlandi/Daniele Battaglia/Simona Ruffino)
5. Oltre il limite che c'è (Goffredo Orlandi/Daniele Battaglia/Simona Ruffino)
6. Al buio (Dodi e Daniele Battaglia/Cinzia Astolfi/Di Pietro/Simona Ruffino)
7. Noi mai (Dodi e Daniele Battaglia/Cinzia Astolfi/Simona Ruffino)
8. L'assenza (Calvetti/Sighieri/Daniele Battaglia/Simona Ruffino)
9. Tu, la superstar (Dodi e Daniele Battaglia/Cinzia Astolfi/Simona Ruffino/Hill/Fox)
10. Stai (Andrea Amati/Daniele Battaglia/Simona Ruffino)
11. Vorrei dirti che è facile (con Brenda) (Dodi e Daniele Battaglia/Gotti)